# 泉州广播电视台新闻综合频道
泉州广播电视台新闻综合频道，又名“泉州台一套”、“泉视一套”。是泉州市的第一个自办电视频道，旧称泉州电视台。1988年春节试播，1988年9月1日正式开播。亦是1991年12月31日，泉州有线电视台开播前，泉州市区唯一的自办电视频道。

## 历史
- 1986年5月，泉州市决定筹办新闻综合频道前身“泉州电视台”。
- 1987年7月1日，第一次试播《泉州新闻》
- 1988年9月1日，正式开播，发射功率为1千瓦。初期每周播出7次，时间5小时。初期的自办节目有：《泉州新闻》、《侨乡周末》、《交通警报台》等
- 1990年12月，自办播出时间增加至3小时/日。[1]
- 1994年10月1日，《周末报道》、《一周要闻》开播。同日，《泉州新闻》首播由每周三次调整为每日播出，并采用普通话及闽南语交叉播出。[2]
- 1996年11月，美食类节目《学烧泉州菜》开播。后于1998年7月，更名为《泉州美食》并沿用至今。
- 1997年11月1日，第一个民生新闻栏目《新闻广角》开播，同日起，《一周要闻》停播。[3]
- 1997年11月24日，《泉州讲古》开播，首期主持人为林赋赋。同时，林赋赋于1997年首期起至2018年1月间连续主持该节目长达20年。2018年2月，主持人变更为王培焕、杨江东。
- 1997年12月28日，该频道迁入广电路1号（现称 田淮街66号）泉州广电大厦播出。
- 2001年7月1日，兼并泉州有线电视台后，频道呼号由“泉州电视台”更名为“泉州电视台1套”。[4]同年，《法治连线》开播，交通警报台栏目并入法制连线。[5]
- 2002年4月15日，《泉州新闻》播出时间延长至15分钟/次，并开播《方言报道》，初期播出时间为12:00[6]
- 2002年9月30日，泉州电视台1套更名为新闻综合频道。并开办《泉视早新闻》，后更名为《新闻早报》。
- 2004年1月5日，开办晚间新闻栏目《新闻茶座》，初期播出时间为22:00。
- 2004年8月1日，开办午间新闻栏目《午间新闻网》，方言报道播出时间因此调整至12:40，原新闻茶座更名为《今晚播报》，播出时间调整至22:30。[7]
- 2012年8月16日，因泉州电视台更名为泉州广播电视台，频道呼号再次更名为“泉州广播电视台新闻综合频道”[8]
- 2015年6月1日，更换为现有台标，频道呼号格式变更为“QZTV-1”。7月，《方言报道》停播，原播出时段由《新闻相拍报》替代。
- 2016年2月1日，应上级部门要求，新闻综合频道由立体声转为单声道播出，该状态持续至2019年6月14日。
- 2018年4月12日，因二套《天使爱美丽》停播。新闻综合频道亦取消重播该节目，收台时间提前至1:40。
- 2019年5月21日，因二套《台湾好滋味》复播，新闻综合频道于每周二至周日下午16:40-16:55重播该节目。同日，取消该时段的《咱厝戏台》重播[9]
- 2019年6月15日，自当日开台起，新闻综合频道恢复立体声播出[10]
- 2019年6月24日，《午间新闻网》、《泉州新闻联播》、《新闻相拍报》、《新闻广角》、《今晚播报》等5档新闻节目自该日起迁入2号演播厅录制播出，节目视频比例由4:3转为16:9。同时原1号演播厅停用。
- 2019年6月25日，自当日6:16起，新闻综合频道由标清576i过渡至高清1080i[11]，并于广电网络230频道播出。《新闻早报》亦于该日起迁入2号演播厅录播。
- 2019年9月3日，受CCTV-13高清频道入网播出影响，新闻综合频道高清版由230频道调整至211频道[12]
- 2019年9月16日，因迎接国庆70周年，《献给祖国的歌》、《初心使命，榜样力量》等两档主旋律节目播出需要。自该日起《刺桐花》暂停播出至10月8日。
- 2020年1月18日，《台湾好滋味》于新闻综合频道最后一次重播。并自1月21日起再次停播，原因不明。[13]原播出时段再次由《咱厝戏台》接替。
- 2020年4月4日，因全国性哀悼活动，新闻综合频道自当日0:00起转播CCTV-1至4月5日2:30。并取消除《泉州新闻联播》、《新闻广角》、《今晚播报》之外，原定于当日播出的所有节目。
- 2020年7月1日，新闻综合频道自该日起，周二至周日16:45增加播出《泉州台商投资区新闻》[14]。同日起，因《收藏泉州》停播，新闻综合频道取消该节目于本频道的重播。
- 2020年8月31日，自该日起新闻综合频道模拟DS-3频道停播，并改为至数字DS-27频道播出[15]
- 2020年11月9日，因二套《装修有一套》开播。1套自该日起每周一、周三至周五16:10重播该节目[16][17]。11月16日，《生活一点通》开播，初期播出时间为1套周一至周六18:13，每两周播出一轮。[18]
- 2021年7月25日，因2号演播厅当日17:00-23:10期间世界遗产大会特别节目及申遗成功庆祝特别节目直播需要，以及频道所属主持人、记者大部分外派采访庆祝活动影响。当日《泉州新闻联播》、《新闻广角》、《今晚播报》取消录制播出，《周末视点》改至次日13:14播出。[19]
- 2021年10月31日，《新闻早报》最后一期播出，至此《新闻早报》正式停播。自11月1日起，原时段改为重播《泉州新闻联播》，《闽台戏棚》调整至7:25播出。[20][21]。同日，《娱乐前沿》亦播出最后一期。次日起原播出时段由《泉州财经报道》、《周末视点》代替。
- 2021年11月22日，《刺桐花》日常版自该日起停播，原播出时段改为重播《法治连线》，周末版则保留继续播出。
- 2022年7月1日，《泉州台商投资区新闻》自该日起调整至新闻综合频道首播。首播时间改为18:15，重播时间调整为次日13:05。7月2日，闽南语版开播，由《新闻相拍报》主持人兼任该节目主持[22][23]
- 2022年10月16日，因转播CCTV-1二十大开幕式节目需要，新闻综合频道自当日6:00起转播CCTV-1至12:20。受此影响取消播出该时段原有全部重播节目及电视剧，《午间新闻网》则推迟至12:21播出。[24][25]
- 2022年12月6日，因追悼江泽民仪式播出需要，泉州电视台各频道自当日0:00:00起转播CCTV-1至19:51。随后转播《福建新闻联播》至20:16，《泉州新闻联播》亦同步推迟至该时段播出。当日《新闻广角》、《今晚播报》取消播出[26]
- 2023年7月27日，因直播防御台风杜苏芮特别节目播出需要，当天新闻广角、今晚播报取消播出[27]。次日，午间新闻网亦因此取消播出一期。[28]

## 播出
- 开台

该频道每日6:00开台，6时整自动播放约53秒的开台曲，开台曲播放完毕显示由白底和台标组成的“泉州广播电视台”版权页
周一至周六，开台曲播出后的第一个节目是重播前一天傍晚的《泉州美食》（闽南语节目），而周日则是重播本周的《刺桐花周末版》（少儿节目）。
- 收台

该频道收台时间不固定，由于每日19:00转播中央电视台新闻联播的缘故，其后的各档夜间节目播出时间，受新闻联播时长的影响较大
一般情况下，该频道收台时间大约在次日1:25-1:50之间，若因新闻联播时间延长，其后的各档节目播出时间皆会延迟。
每日收台前的最后一个节目为《新闻广角》，该节目播出完毕后，切入时长约1分钟的收台曲。收台曲播放完毕后，亦显示约3秒左右的版权页，然后切换为广电标准高清测试卡
- 检修

该频道每周二下午有例行的停机检修时段。持续时间约3小时。
13:30前后，重播《泉州台商投资区新闻》结束，尔后检修开始。同收播一样，检修期间的测试卡也是广电标准高清测试卡。该频道停机检修时间大约持续3小时25分钟左右。16:55检修结束，开台后播放《新闻相拍报》

## 节目表
注释：新闻节目為綠色；电视劇為米色；普通话综合節目為棕黄色；闽南语节目为粉色。
| 起始时间 | 6:00 | 6:01     | 6:16     | 6:31     | 6:45     | 7:00               | 7:25     | 9:40   | 11:10  | 11:40         | 12:00       | 12:40      | 13:05         | 13:20    | 16:00    | 16:55      |
| -------- | ---- | -------- | -------- | -------- | -------- | ------------------ | -------- | ------ | ------ | ------------- | ----------- | ---------- | ------------- | -------- | -------- | ---------- |
| 星期一   | 开台 | 泉州美食 | 养生之道 | 泉州讲古 | 咱厝戏台 | 重播 泉州新闻 联播 | 闽台戏棚 | 电视剧 | 电视剧 | 重播 泉看见   | 午间 新闻网 | 健康责任田 | 重播 台投新闻 | 电视剧   | 电视剧   | 新闻相拍报 |
| 星期二   | 开台 | 泉州美食 | 养生之道 | 泉州讲古 | 咱厝戏台 | 重播 泉州新闻 联播 | 闽台戏棚 | 电视剧 | 电视剧 | 重播 泉看见   | 午间 新闻网 | 健康责任田 | 重播 台投新闻 | 停机检修 | 停机检修 | 新闻相拍报 |
| 星期三   | 开台 | 泉州美食 | 养生之道 | 泉州讲古 | 咱厝戏台 | 重播 泉州新闻 联播 | 闽台戏棚 | 电视剧 | 电视剧 | 重播 泉看见   | 午间 新闻网 | 健康责任田 | 重播 台投新闻 | 电视剧   | 电视剧   | 新闻相拍报 |
| 星期四   | 开台 | 泉州美食 | 养生之道 | 泉州讲古 | 咱厝戏台 | 重播 泉州新闻 联播 | 闽台戏棚 | 电视剧 | 电视剧 | 重播 泉看见   | 午间 新闻网 | 健康责任田 | 重播 台投新闻 | 电视剧   | 电视剧   | 新闻相拍报 |
| 星期五   | 开台 | 泉州美食 | 养生之道 | 泉州讲古 | 咱厝戏台 | 重播 泉州新闻 联播 | 闽台戏棚 | 电视剧 | 电视剧 | 重播 泉看见   | 午间 新闻网 | 健康责任田 | 重播 台投新闻 | 电视剧   | 电视剧   | 新闻相拍报 |
| 星期六   | 开台 | 泉州美食 | 养生之道 | 泉州讲古 | 咱厝戏台 | 重播 泉州新闻 联播 | 闽台戏棚 | 电视剧 | 电视剧 | 重播 泉看见   | 午间 新闻网 | 健康责任田 | 重播 台投新闻 | 电视剧   | 电视剧   | 新闻相拍报 |
| 星期日   | 开台 | 泉州美食 | 养生之道 | 泉州讲古 | 咱厝戏台 | 重播 泉州新闻 联播 | 闽台戏棚 | 电视剧 | 电视剧 | 刺桐花 周末版 | 午间 新闻网 | 健康责任田 | 重播 台投新闻 | 电视剧   | 电视剧   | 新闻相拍报 |

|        | 17:25    | 17:40    | 17:55    | 18:14    | 18:30         | 19:00             | 19:35    | 20:00    | 20:40  | 21:30  | 22:30    | 23:10       | 23:30      | 23:50  | 1:00   | 1:13          | 1:44 |
| ------ | -------- | -------- | -------- | -------- | ------------- | ----------------- | -------- | -------- | ------ | ------ | -------- | ----------- | ---------- | ------ | ------ | ------------- | ---- |
| 星期一 | 养生之道 | 泉州美食 | 泉州讲古 | 台投新闻 | 泉州 新闻联播 | 转播央视 新闻联播 | 泉看见   | 新闻广角 | 电视剧 | 电视剧 | 今晚播报 | 重播 泉看见 | 健康责任田 | 电视剧 | 电视剧 | 重播 新闻广角 | 收台 |
| 星期二 | 养生之道 | 泉州美食 | 泉州讲古 | 台投新闻 | 泉州 新闻联播 | 转播央视 新闻联播 | 泉看见   | 新闻广角 | 电视剧 | 电视剧 | 今晚播报 | 重播 泉看见 | 健康责任田 | 电视剧 | 电视剧 | 重播 新闻广角 | 收台 |
| 星期三 | 养生之道 | 泉州美食 | 泉州讲古 | 台投新闻 | 泉州 新闻联播 | 转播央视 新闻联播 | 泉看见   | 新闻广角 | 电视剧 | 电视剧 | 今晚播报 | 重播 泉看见 | 健康责任田 | 电视剧 | 电视剧 | 重播 新闻广角 | 收台 |
| 星期四 | 养生之道 | 泉州美食 | 泉州讲古 | 台投新闻 | 泉州 新闻联播 | 转播央视 新闻联播 | 泉看见   | 新闻广角 | 电视剧 | 电视剧 | 今晚播报 | 重播 泉看见 | 健康责任田 | 电视剧 | 电视剧 | 重播 新闻广角 | 收台 |
| 星期五 | 养生之道 | 泉州美食 | 泉州讲古 | 台投新闻 | 泉州 新闻联播 | 转播央视 新闻联播 | 泉看见   | 新闻广角 | 电视剧 | 电视剧 | 今晚播报 | 重播 泉看见 | 健康责任田 | 电视剧 | 电视剧 | 重播 新闻广角 | 收台 |
| 星期六 | 养生之道 | 泉州美食 | 泉州讲古 | 台投新闻 | 泉州 新闻联播 | 转播央视 新闻联播 | 泉看见   | 新闻广角 | 电视剧 | 电视剧 | 今晚播报 | 重播 泉看见 | 健康责任田 | 电视剧 | 电视剧 | 重播 新闻广角 | 收台 |
| 星期日 | 周末视点 | 周末视点 | 周末视点 | 台投新闻 | 泉州 新闻联播 | 转播央视 新闻联播 | 周末视点 | 新闻广角 | 电视剧 | 电视剧 | 今晚播报 | 周末视点    | 健康责任田 | 电视剧 | 电视剧 | 重播 新闻广角 | 收台 |

- 泉州美食、养生之道、泉州讲古、咱厝戏台、闽台戏棚、新闻相拍报等节目的首播频道为闽南语频道，新闻综合频道播出时间均为重播
- 另：每日12:35、18:55、19:57、23:03分别播出《午间天气预报》、《旅游天气预报》、《泉州天气预报》（两次）。该三档节目由泉州市气象台制作并传输至新闻综合频道播出，不列入本表。